# Records de Nouvelle-Zélande d'athlétisme
Les records de Nouvelle-Zélande d'athlétisme sont les meilleures performances réalisées par des athlètes néo-zélandais et homologuées par Athletics New Zealand. 

## Records de Nouvelle-Zélande

### Hommes
| Épreuve                 | Record | Athlète                                                                          | Date                           | Compétition                      | Lieu                                                      | Ref    |
| ----------------------- | --- | -------------------------------------------------------------------------------- | ------------------------------ | -------------------------------- | --------------------------------------------------------- | ------ |
| 100 m                   | 10 s 08 (-0,3 m/s) | Edward Osei-Nketia                                                               | 15 juillet 2022                | Championnats du monde            | Eugene                                                    | [ 1 ]  |
| 200 m                   | 20 s 37 (+0,1 m/s) | Joseph Millar                                                                    | 19 mars 2017                   | Championnats de Nouvelle-Zélande | Hamilton                                                  | [ 2 ]  |
| 400 m                   | 46 s 09 | Shaun Farrell                                                                    | 7 mars 1998                    | Championnats de Nouvelle-Zélande | Wanganui, Nouvelle-Zélande                                | [ 3 ]  |
| 800 m                   | 1 min 44 s 04 | James Preston                                                                    | 25 mai 2024                    | Merck-Laufgala                   | Pfungstadt                                                | [ 4 ]  |
| 1 000 m                 | 2 min 16 s 57 | John Walker                                                                      | 1er juillet 1980               | Bislett Games                    | Oslo, Norvège                                             |        |
| 1 500 m                 | 3 min 29 s 66 | Nick Willis                                                                      | 17 juillet 2015                | Herculis                         | Monaco                                                    | [ 5 ]  |
| Mile                    | 3 min 49 s 08 | John Walker                                                                      | 7 juillet 1982                 | Oslo Games                       | Oslo, Norvège                                             |        |
| 2 000 m                 | 4 min 51 s 52 | John Walker                                                                      | 30 juin 1976                   | Bislett Games                    | Oslo, Norvège                                             |        |
| 3 000 m                 | 7 min 34 s 88 | Geordie Beamish                                                                  | 11 février 2024                | Millrose Games                   | New York                                                  | [ 7 ]  |
| 5 000 m                 | 13 min 4 s 33 | Geordie Beamish                                                                  | 26 janvier 2024                | John Thomas Terrier Classic      | Boston                                                    | [ 8 ]  |
| 10 000 m                | 27 min 30 s 90 | Jake Robertson                                                                   | 13 avril 2018                  | Jeux du Commonwealth             | Gold Coast                                                | [ 9 ]  |
| 5 km (route)            | 13 min 36 s | Geordie Beamish                                                                  | 16 avril 2022                  | B.A.A. 5K                        | Boston                                                    | [ 10 ] |
| 10 km (route)           | 27 min 28 s (AR) | Zane Robertson                                                                   | 9 octobre 2016                 |                                  | Berlin                                                    | [ 11 ] |
| 10 km (route)           | 27 min 28 s (AR) | Jake Robertson                                                                   | 31 mars 2018                   |                                  | La Nouvelle-Orléans                                       | [ 12 ] |
| Heure                   | 20 190 m | Bill Baillie                                                                     | 24 août 1963                   |                                  | Auckland, Nouvelle-Zélande                                |        |
| Semi-marathon           | 59 min 47 s (AR) | Zane Robertson                                                                   | 1er février 2015               | Semi-marathon de Marugame        | Marugame                                                  |        |
| Marathon                | 2 h 8 min 19 s | Zane Robertson                                                                   | 7 juillet 2019                 |                                  | Gold Coast                                                | [ 13 ] |
| 100 km                  | 6 h 38 min 00 s | Russell Prince                                                                   | 27 octobre 1990                |                                  | Duluth                                                    |        |
| 110 m haies             | 13 s 67 (+0,2 m/s) | Joshua Hawkins                                                                   | 2 avril 2023                   | Championnats d'Australie         | Brisbane                                                  | [ 14 ] |
| 400 m haies             | 49 s 33 | Cameron French                                                                   | 26 janvier 2018                | Championnats ACT                 | Canberra                                                  | [ 15 ] |
| 3 000 m steeple         | 8 min 13 s 26 (AR) | Geordie Beamish                                                                  | 21 juillet 2023                | Meeting Herculis                 | Monaco                                                    | [ 16 ] |
| Saut en hauteur         | 2,36 m | Hamish Kerr                                                                      | 3 mars 2024                    | Championnats du monde en salle   | Glasgow                                                   | [ 17 ] |
| Saut à la perche        | 5,51 m | Paul Gibbons                                                                     | 25 janvier 1992 9 juillet 1997 |                                  | North Shore City, Nouvelle-Zélande Blackburn, Royaume-Uni |        |
| Saut en longueur        | 8,05 m | Bob Thomas                                                                       | 20 janvier 1968                |                                  | Whangarei, Nouvelle-Zélande                               |        |
| Triple saut             | 17,01 m (0,0 m/s) | Ethan Olivier                                                                    | 25 mai 2024                    |                                  | Potchefstroom                                             | [ 18 ] |
| Lancer du poids         | 22,90 m (AR) | Tomas Walsh                                                                      | 5 octobre 2019                 | Championnats du monde            | Doha, Qatar                                               | [ 19 ] |
| Lancer du disque        | 68,10 m | Connor Bell                                                                      | 14 avril 2024                  | Oklahoma Throws Series           | Ramona                                                    | [ 20 ] |
| Lancer du marteau       | 73,10 m | Angus Cooper                                                                     | 23 janvier 1994                |                                  | Hamilton, Nouvelle-Zélande                                | [ 21 ] |
| Lancer du javelot       | 88,20 m | Gavin Lovegrove                                                                  | 5 juillet 1996                 | Bislett Games                    | Oslo, Norvège                                             |        |
| Décathlon               | 8 359 pts (m) | Simon Poelman                                                                    | 21–22 mars 1987                |                                  | Christchurch, Nouvelle-Zélande                            |        |
| Décathlon               | 10 s 87 (100 m), 7,34 m (longueur), 15 s 11 m (poids), 2,06 m (hauteur), 49 s 54 (400 m) / 14 s 1 (110 m haies), 46 s 66 m (disque), 4,95 m (perche), 56 s 94 m (javelot), 4 min 27 s 2 (1500 m) |                                                                                  |                                |                                  |                                                           |        |
| 20 000 m marche (piste) | 1 h 25 min 53 s 8 | Craig Barrett                                                                    | 19 juillet 1998                |                                  | North Shore City                                          |        |
| 20 km marche (route)    | 1 h 21 min 12 s | Quentin Rew                                                                      | 19 février 2017                |                                  | Adelaide                                                  | [ 23 ] |
| 50 000 m marche (piste) | 3 h 52 min 35 s 55 | Craig Barrett                                                                    | 17 mars 2002                   |                                  | Christchurch                                              |        |
| 50 km marche (route)    | 3 h 46 min 29 s | Quentin Rew                                                                      | 13 août 2017                   | Championnats du monde            | Londres                                                   | [ 24 ] |
| 4 × 100 m               | 38 s 99 | Nouvelle-Zélande Dallas Roberts David Falealili James Dolphin Chris Donaldson    | 19 novembre 2005               |                                  | Sydney                                                    |        |
| 4 × 200 m               | 1 min 23 s 82 | Donald McDonald Dallas Roberts Gene Pateman Craig Bearda                         | 25 janvier 2004                |                                  | North Shore City, Nouvelle-Zélande                        |        |
| 4 × 400 m               | 3 min 5 s 84 | Nouvelle-Zélande Shaun Farrell Nick Cowan Darren Dale Mark Keddell               | 21 août 1993                   | Championnats du monde            | Stuttgart, Allemagne                                      |        |
| 4 × 800 m               | 7 min 27 s 2 | Stephen Lunn Dick Tayler Stuart Melville Bruce Hunter                            | 17 mars 1971                   |                                  | Dunedin, Nouvelle-Zélande                                 |        |
| 4 × 1500 m              | 14 min 50 s 2 | Stuart Melville Rod Dixon Dick Quax John Walker                                  | 17 mai 1975                    |                                  | Auckland, Nouvelle-Zélande                                |        |
| Relais Ekiden           | 2 h 0 min 56 s | Nouvelle-Zélande Peter Renner David Rush Paul Smith Kerry Rodger Rex Wilson (en) | 15 décembre 1991               | International Chiba Ekiden       | Chiba, Japon                                              |        |

### Femmes
| Epreuve                 | Record | Athlète | Date                       | Compétition                                 | Lieu                                     | Ref    |
| ----------------------- | --- | --- | -------------------------- | ------------------------------------------- | ---------------------------------------- | ------ |
| 100 m                   | 10 s 96 (+2,0 m/s) (AR) | Zoe Hobbs | 2 juillet 2023             | Résisprint                                  | La Chaux-de-Fonds                        | [ 25 ] |
| 200 m                   | 22 s 81 (+1,8 m/s) | Rosie Elliott | 19 février 2023            |                                             | Christchurch                             | [ 26 ] |
| 400 m                   | 51 s 60 | Kim Robertson | 19 janvier 1980            |                                             | Christchurch                             |        |
| 800 m                   | 1 min 58 s 25 | Toni Hodgkinson | 27 juillet 1996            | Jeux olympiques                             | Atlanta                                  |        |
| 1 000 m                 | 2 min 37 s 28 | Angela Petty | 15 août 2015               |                                             | Chiba                                    |        |
| 1 500 m                 | 4 min 2 s 58 | Maia Ramsden | 18 mai 2024                |                                             | Los Angeles                              | [ 27 ] |
| Mile                    | 4 min 30 s 50 | Christine Pfitzinger | 6 juillet 1987             |                                             | Eugene                                   |        |
| 2 000 m                 | 5 min 44 s 67 | Anne Hare | 11 juillet 1986            |                                             | Crystal Palace, Royaume-Uni              |        |
| 3 000 m                 | 8 min 35 s 31 | Kim Smith | 25 juillet 2007            | Meeting Herculis                            | Monaco                                   |        |
| 5 000 m                 | 14 min 45 s 93 | Kim Smith | 11 juillet 2008            | Golden Gala                                 | Rome, Italie                             |        |
| 10 000 m                | 30 min 35 s 54 (AR) | Kim Smith | 4 mai 2008                 |                                             | Université Stanford, États-Unis          |        |
| 5 km (route)            | 14 min 48 s | Kim Smith | 30 mars 2013               |                                             | Westfield                                |        |
| 10 km (route)           | 31 min 23 s | Kim Smith | 4 juillet 2010             |                                             | Atlanta                                  | [ 28 ] |
| Semi-marathon           | 1 h 07 min 11 s (AR) | Kim Smith | 18 septembre 2011          | Philadelphia Half Marathon                  | Philadelphie                             | [ 29 ] |
| Marathon                | 2 h 25 min 21 s | Kim Smith | 25 avril 2010              | Marathon de Londres                         | Londres, Royaume-Uni                     | [ 30 ] |
| 100 km (route)          | 8 h 02 min 15 s | Wynnie Cosgrove | 15 mai 1999                |                                             | Chavagnes-en-Paillers, France            |        |
| 100 m haies             | 13 s 10 (+1,0 m/s) 13 s 10 (+0,8 m/s) | Andrea Miller | 6 juin 2009 4 juillet 2009 |                                             | Genève, Suisse Lede, Belgique            |        |
| 100 m haies             | 13 s 10 (+0,8 m/s) | Rochelle Coster | 3 avril 2016               | Championnats d'Australie                    | Sydney                                   | [ 31 ] |
| 400 m haies             | 55 s 44 | Portia Bing | 5 mars 2022                | Championnats de Nouvelle-Zélande            | Hastings                                 | [ 32 ] |
| 3000 m steeple          | 9 min 32 s 54 | Kate McIlroy | 22 juillet 2006            | KBC Night of Athletics                      | Heusden-Zolder, Belgique                 |        |
| Saut en hauteur         | 1,92 m | Tania Dixon | 26 janvier 1991            |                                             | Dunedin, Nouvelle-Zélande                |        |
| Saut à la perche        | 4,94 m (AR) | Eliza McCartney | 17 juillet 2018            |                                             | Jockgrim                                 | [ 33 ] |
| Saut en longueur        | 6,68 m (+1,0 m/s) 6,68 m (+0,7 m/s) | Chantal Brunner | 1er mars 1997 25 mars 2001 | Melbourne Track Classic -                   | Melbourne, Australie Brisbane, Australie |        |
| Triple saut             | 13,91 m (0,0 m/s) | Nneka Okpala | 2 avril 2016               | Championnats d'Australie                    | Sydney                                   | [ 34 ] |
| Lancer du poids         | 21,24 m (AR) | Valerie Adams | 29 août 2011               | Championnats du monde                       | Daegu                                    | [ 35 ] |
| Lancer du disque        | 68,52 m | Beatrice Faumuina | 4 juillet 1997             | Bislett Games                               | Oslo                                     |        |
| Lancer du marteau       | 74,61 m (AR) | Lauren Bruce | 20 mai 2021                | Tucson Elite Classic                        | Tucson                                   | [ 36 ] |
| Lancer du javelot       | 63,26 m | Tori Peeters | 21 mai 2023                | Seiko Golden Grand Prix                     | Yokohama                                 | [ 37 ] |
| Heptathlon              | 6278 pts | Joanne Henry | 29 février – 1er mars 1992 |                                             | Auckland                                 |        |
| Heptathlon              | 13 s 93 (+0,5 m/s) (100 m haies), 1,75 m (hauteur), 12,91 m (poids), 24 s 60 (+3,3 m/s) (200 m) / 6,51 m (+1,6 m/s) (longueur), 43,56 m (javelot), 2 min 08 s 72 (800 m) | |                            |                                             |                                          |        |
| 10 km marche (route)    | 43 s 01 s 6 | Anne Judkins | 4 juillet 1992             |                                             | Örnsköldsvik, Suède                      |        |
| 20 000 m marche (piste) | 1 h 39 min 54 s 2 | Linn Murphy | 21 novembre 1993           |                                             | Auckland, Nouvelle-Zélande               |        |
| 20 km marche (route)    | 1 h 31 min 32 s | Alana Barber | 5 mai 2018                 | Championnats du monde par équipes de marche | Taicang                                  |        |
| 4 × 100 m               | 43 s 79 | Nouvelle-Zélande Anna Percy Zoe Hobbs Georgia Hulls Livvy Wilson                                                                                           | 4 juin 2022                | Pre-Oceania Meet                            | Mackay                                   | [ 38 ] |
| 4 × 400 m               | 3 min 34 s 62 | Nouvelle-Zélande Portia Bing Brooke Cull Zoe Ballantyne Louise Jones                                                                                       | 1er août 2014              | Jeux du Commonwealth                        | Glasgow                                  |        |
| Ekiden                  | 2 h 15 min 49 s | Nouvelle-Zélande Marguerite Buist / 5 km Jacqueline Goodman / 10 km Anne Hannam / 5 km Sonia Barry / 10 km Lesley Ryan / 5 km Lorraine Moller / 7 s 195 km | 18 décembre 1988           | International Chiba Ekiden                  | Chiba, Japon                             |        |

## Records de Nouvelle-Zélande en salle

### Hommes
| Epreuve               | Record | Athlète          | Date                     | Compétition                    | Lieu                | Ref    |
| --------------------- | --- | ---------------- | ------------------------ | ------------------------------ | ------------------- | ------ |
| 60 m                  | 6 s 59 | Gus Nketia       | 10 mars 1995             | Championnats du monde en salle | Barcelone, Espagne  |        |
| 200 m                 | 21 s 01 | Chris Donaldson  | 5 mars 1999              | Championnats du monde en salle | Maebashi, Japon     |        |
| 400 m                 | 47 s 62 | Bailey Stewart   | 28 février 2016          |                                | Birmingham          |        |
| 800 m                 | 1 min 47 s 59 | James Preston    | 1er mars 2024            | Championnats du monde en salle | Glasgow             |        |
| 1 000 m               | 2 min 20 s 86 | John Walker      | 8 février 1986           |                                | East Rutherford     |        |
| 1 500 m               | 3 min 34 s 72 | Sam Tanner       | 13 février 2021          | New Balance Indoor Grand Prix  | New York            | [ 39 ] |
| Mile                  | 3 min 51 s 06 | Nick Willis      | 20 février 2016          | Millrose Games                 | New York            |        |
| 2 000 m               | 5 min 03 s 8 (ht) | John Walker      | 7 février 1981           |                                | Louisville          |        |
| 3 000 m               | 7 min 36 s 22 | Geordie Beamish  | 11 février 2023          |                                | New York            |        |
| 5 000 m               | 13 min 4 s 33 | Geordie Beamish  | 26 janvier 2024          |                                | Boston              |        |
| 60 m haies            | 8 s 20 | Cody Thomas      | 11 février 2017          |                                | Joplin              |        |
| Saut en hauteur       | 2,36 m | Hamish Kerr      | 3 mars 2024              | Championnats du monde en salle | Glasgow             |        |
| Saut à la perche      | 5,25 m | Nick Southgate   | 21 mai 2016              |                                | Lisbonne            |        |
| Saut en longueur      | 7,77 m | Grant Birkinshaw | 29 décembre 1970         |                                | Seattle             |        |
| Triple saut           | 15,59 m | Welre Olivier    | 8 janvier 2022           |                                | West Lafayette      |        |
| Lancer du poids       | 22,31 m (AR) | Tomas Walsh      | 3 mars 2018 19 mars 2022 | Championnats du monde en salle | Birmingham Belgrade |        |
| Heptathlon            | 5 819 pts | Aaron Booth      | 26 janvier 2019          | Razorback Invitational         | Fayetteville        |        |
| Heptathlon            | 7 s 11 (60 m), 7,39 m (longueur), 14,28 m (poids), 2,01 m (hauteur) / 8 s 52 (60 m haies), 4,75 m (perche), 2 min 44 s 85 (1 000 m) |                  |                          |                                |                     |        |
| 5 000 m marche        | 19 min 52 s 43 | Quentin Rew      | 16 février 2013          |                                | Athlone             |        |
| Relais 4 × 400 mètres | |                  |                          |                                |                     |        |

### Femmes
| Epreuve               | Record                                                                                           | Athlète            | Date            | Compétition                    | Lieu           | Ref |
| --------------------- | ------------------------------------------------------------------------------------------------ | ------------------ | --------------- | ------------------------------ | -------------- | --- |
| 60 m                  | 7 s 06                                                                                           | Zoe Hobbs          | 2 mars 2024     | Championnats du monde en salle | Glasgow        |     |
| 200 m                 | 23 s 69                                                                                          | Kim Robertson      | 18 janvier 1985 | Jeux mondiaux en salle         | Paris          |     |
| 400 m                 | 53 s 91                                                                                          | Annalies Kalma     | 24 février 2024 |                                | Albuquerque    |     |
| 800 m                 | 2 min 00 s 36                                                                                    | Toni Hodgkinson    | 9 mars 1997     | Championnats du monde en salle | Paris          |     |
| 1 000 m               | 2 min 36 s 96 (AR)                                                                               | Toni Hodgkinson    | 6 février 2000  |                                | Roxbury        |     |
| 1 500 m               | 4 min 6 s 51                                                                                     | Maia Ramsden       | 1er mars 2024   | Championnats du monde en salle | Glasgow        |     |
| Mile                  | 4 min 24 s 14                                                                                    | Kim Smith          | 8 février 2008  | 2008 BU Valentine Invitational | Roxbury        |     |
| 2000 m                | 5 min 51 s 29 #                                                                                  | Kay Gooch          | 12 mars 1994    |                                | Indianapolis   |     |
| 3 000 m               | 8 min 38 s 14                                                                                    | Kim Smith          | 27 janvier 2007 |                                | Roxbury        |     |
| 5 000 m               | 14 min 39 s 89 (AR)                                                                              | Kim Smith          | 27 février 2009 |                                | New York       |     |
| 60 m haies            | 8 s 61                                                                                           | Carmel Corbett     | 25 février 1995 |                                | Ann Arbor      |     |
| Saut en hauteur       | 1,86 m                                                                                           | Tania Murray-Dixon | 28 février 1991 |                                | Séville        |     |
| Saut à la perche      | 4,84 m                                                                                           | Eliza McCartney    | 10 février 2024 |                                | Liévin         |     |
| Saut en longueur      | 6,34 m                                                                                           | Chantal Brunner    | 8 mars 1997     | Championnats du monde en salle | Paris          |     |
| Triple saut           | 12,84 m                                                                                          | Kayla Goodwin      | 11 mars 2023    |                                | Virginia Beach |     |
| Lancer du poids       | 20,98 m (AR)                                                                                     | Valerie Adams      | 28 août 2013    | Weltklasse                     | Zurich         |     |
| Pentathlon            | 4 148 pts                                                                                        | Carmel Corbett     | 25 février 1994 |                                | West Lafayette |     |
| Pentathlon            | 8 s 82 (60 m haies), 1,81 m (hauteur), 12,47 m (poids), 5,61 m (longueur), 2 min 22 s 86 (800 m) |                    |                 |                                |                |     |
| 3000 m marche         | 14 min 41 s 21                                                                                   | Amanda Gorst       | 9 février 2006  |                                | Boone          |     |
| Relais 4 × 400 mètres |                                                                                                  |                    |                 |                                |                |     |